# Liste der Gemeindeverbände in Französisch-Guayana
Französisch-Guayana ist ein Überseedépartement (mit der Ordnungsnummer 973) und eine Region Frankreichs. Es untergliedert sich in vier Gemeindeverbände.
Siehe auch: Liste der Gemeinden in Französisch-Guayana

## Gemeindeverbände

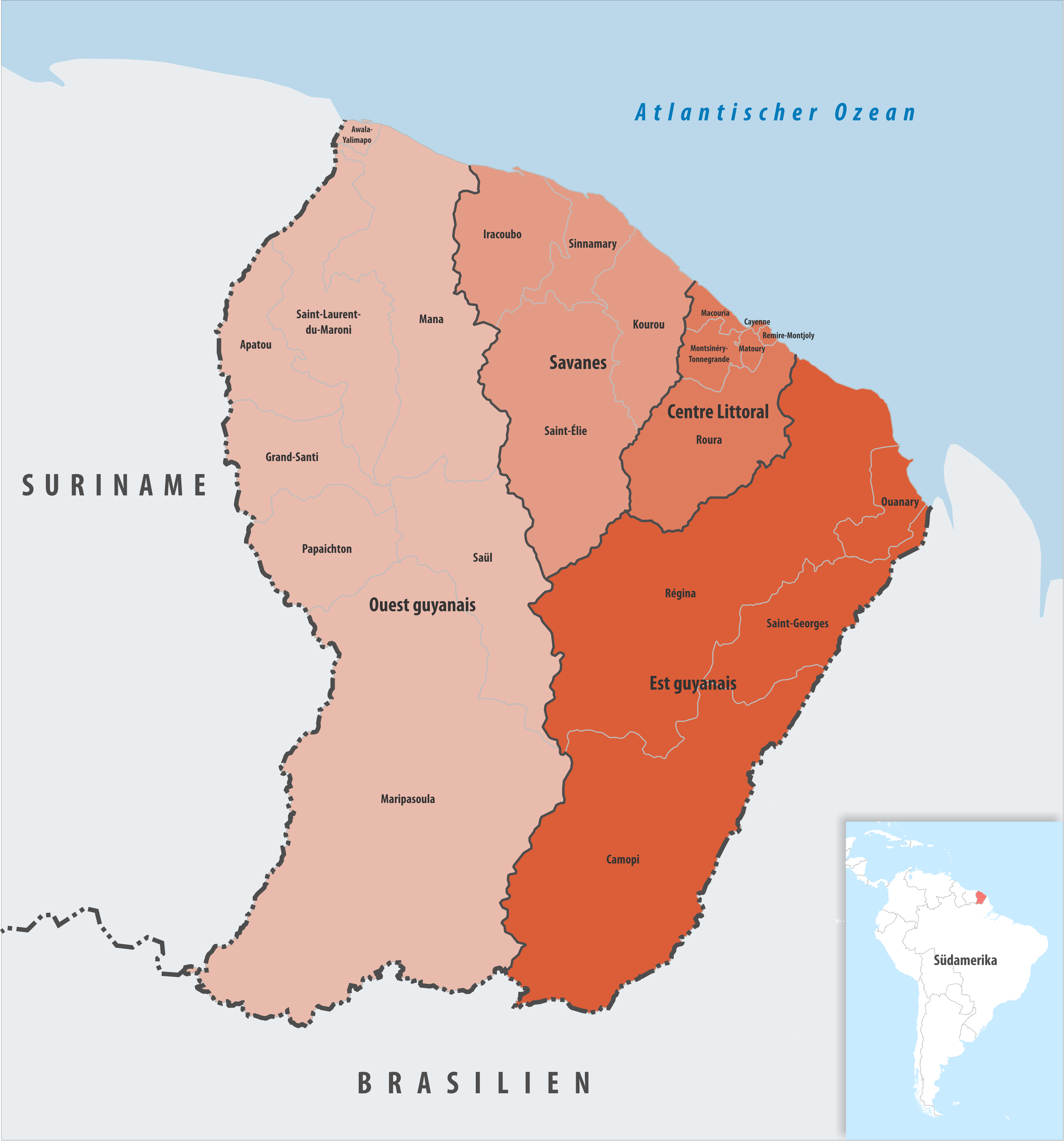
Gemeindeverbände in Französisch-Guayana

| Gemeindeverband | Gemeinden im Départ./Verband | Einwohner 1. Januar 2022 | Fläche km² | Dichte Einw./km² | SIREN- Nummer | Rechtsform                 | Gründungsdatum    |
| --------------- | ---------------------------- | ------------------------ | ---------- | ---------------- | ------------- | -------------------------- | ----------------- |
| Centre Littoral | 6/6                          | 152.190                  | 5.086,90   | 30               | 249 730 045   | Communauté d’agglomération | 23. Dezember 2011 |
| Est guyanais    | 4/4                          | 8.735                    | 25.560,00  | 0                | 249 730 052   | Communauté de communes     | 5. November 2002  |
| Ouest guyanais  | 8/8                          | 98.344                   | 40.945,00  | 2                | 249 730 037   | Communauté de communes     | 29. Dezember 1994 |
| Savanes         | 4/4                          | 29.113                   | 11.942,00  | 2                | 200 027 548   | Communauté de communes     | 1. Januar 2011    |